# Christian Dörfel

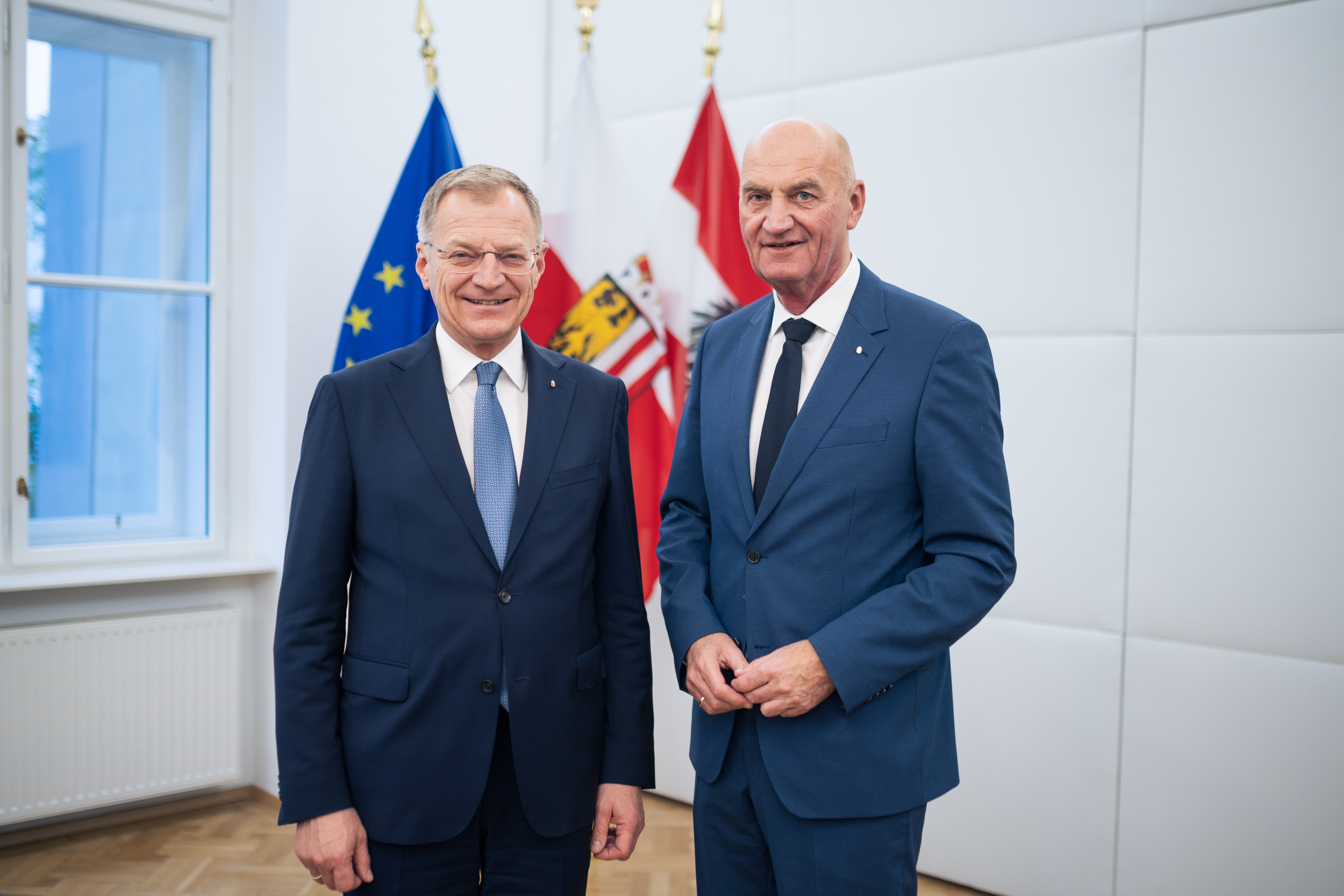
Landesrat Christian Dörfel (rechts) mit Landeshauptmann Thomas Stelzer (links)

Christian Dörfel (* 17. August 1961 in Steyr) ist ein oberösterreichischer Politiker (ÖVP) und Verfassungsjurist. Dörfel ist seit 2009 Abgeordneter zum Oberösterreichischen Landtag und seit dem 24. Oktober 2024 oberösterreichischer Landesrat für Soziales, Integration und Jugend in der Landesregierung Stelzer II. Außerdem ist Dörfel seit 2002 Bürgermeister seiner Heimatgemeinde Steinbach an der Steyr.

## Ausbildung und Beruf
Dörfel besuchte von 1967 bis 1971 die Volksschule in Steinbach an der Steyr und besuchte im Anschluss von 1971 bis 1972 das BRG Michaelerplatz. Er wechselte in der Folge an das BG Werndlpark in Steyr, das er 1979 mit der Matura abschloss. Nach dem Präsenzdienst in den Jahren 1979 bis 1980 studierte Dörfel zwischen 1980 und 1985 Rechtswissenschaften an der Universität Linz. Dörfel schloss sein Studium mit dem akademischen Grad Dr. jur. ab. Dörfel absolvierte zwischen 1985 und 1986 sein Gerichtsjahr am Bezirksgericht Steyr und war zwischen 1986 und 1988 als Jurist an der Bezirkshauptmannschaft Steyr-Land beschäftigt. Danach wechselte er im Mai 1988 zum Verfassungsdienst des Landes. 1993 wurde Dörfel zum stellvertretenden Leiter des Verfassungsdienstes des Landes in der Landtagsdirektion. Er hatte diese Funktion bis 2003 inne und schied 2009 aus dem Verfassungsdienst aus.

## Politik und Funktionen
Dörfel engagierte sich zunächst in der Jungen Volkspartei (JVP) und hatte zwischen 1985 und 1992 die Funktion des JVP-Obmanns von Steinbach an der Steyr inne. Zudem war er zwischen 1987 und 1992 JVP-Bezirksobmann von Kirchdorf an der Krems und wurde 1991 zum Gemeinderat, Gemeindevorstand und Fraktionsobmann der ÖVP in Steinbach an der Steyr gewählt. Zudem hatte er zwischen 1992 und 2003 die Funktion des ÖAAB-Obmanns von Steinbach an der Steyr inne und ist seit 1994 Parteiobmann der ÖVP Steinbach. Im Gemeinderat hatte Dörfel zwischen 1997 und 2002 das Amt des Vizebürgermeisters inne, bevor er im September 2002 zum Bürgermeister gewählt wurde. Zudem ist er seit 2007 Bezirksobmann der ÖVP in Kirchdorf an der Krems. Dörfel wurde am 23. Oktober 2009 als Landtagsabgeordneter angelobt.
Neben seiner politischen Tätigkeit ist Dörfel seit 1999 Obmann des Sportvereins Union Grünburg-Steinbach und seit 2002 Obmann des Abwasserverbands Mittleres Steyrtal. 2007 übernahm er zudem die Funktion des Obmanns im Verein LEADER Region Nationalpark O.ö. Kalkalpen.
Im September 2020 übernahm er aufgrund der Babypause von Helena Kirchmayr die ÖVP-Klubführung.
Im Juli 2024 wurde von Landeshauptmann Thomas Stelzer bekanntgegeben, dass Christian Dörfel Wolfgang Hattmannsdorfer am 24. Oktober 2024 als Sozial- und Integrationslandesrat der Landesregierung Stelzer II nachfolgen soll. Dörfel wurde am 24. Oktober 2024 als oberösterreichischer Landesrat angelobt. Sein Landtagsmandat übernahm Doris Staudinger, als Klubobfrau folgte ihm Margit Angerlehner nach.

## Privates
Dörfel ist verheiratet und Vater zweier Töchter. Er lebt in Steinbach an der Steyr. Dörfel ist Ehrenmitglied e.v. K.Ö.St.V. Lamberg Steyr im Mittelschüler-Kartell-Verband (MKV).